# Harry Rudolf Buchmayr

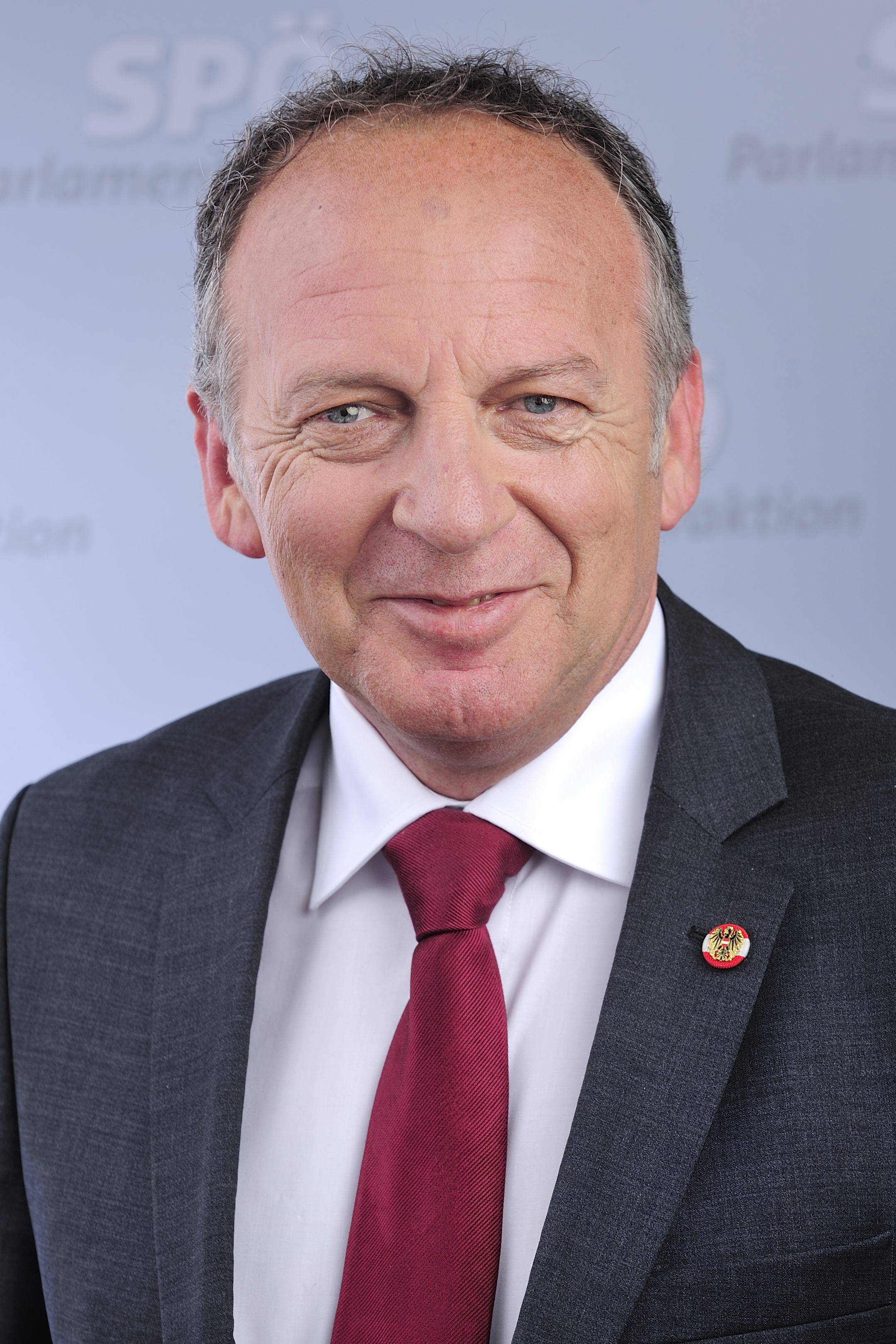
Harry Buchmayr 2014

Harry Rudolf Buchmayr (* 6. Jänner 1957 in Ampfing) ist ein österreichischer Politiker (SPÖ) und Betriebsrat. Er war von 2011 bis 2017 Abgeordneter zum Österreichischen Nationalrat.

## Ausbildung und Beruf
Buchmayr besuchte von 1963 bis 1967 die Volksschule und wechselte danach bis 1971 an eine Hauptschule. Nach dem Besuch eines Polytechnischen Lehrgangs zwischen 1971 und 1972 erlernte er von 1972 bis 1976 den Beruf des Chemielaboranten, wobei er parallel eine Berufsschule besuchte. Nach seinem Zivildienst, den er zwischen 1976 und 1977 ableistete, arbeitete er zwischen 1977 und 1979 in der Abteilung „Produktion Walzwerk“ der Austria Metall (AMAG) in Ranshofen, danach fungierte er von 1980 bis 1992 als Sachbearbeiter in der Metallanalytik. Gleichzeitig bildete er sich in seinem Berufsfeld weiter und legte zwischen 1985 und 1987 die Meisterprüfung für Technische Chemie und Umweltmesstechnik ab. 1992 wechselte er als Sachbearbeiter für Methodenentwicklung in den Bereich Forschung und Entwicklung, bis er 1996 die Leitung der Metallanalytik übernahm. 2008 übernahm Buchmayr zudem die Funktion des Betriebsratsvorsitzenden der AMAG Casting.
Buchmayr besuchte 1992 den Lehrgang Qualitätstechnik II der Österreichischen Vereinigung zur Qualitätssicherung und absolvierte 1996 die Unternehmerprüfung. 1999 legte er die Berufsreifeprüfung ab.

## Politische Laufbahn
Buchmayr ist in der Lokalpolitik engagiert und war von 2003 bis 2011 als Stadtrat für Verkehr der Stadtgemeinde Braunau am Inn aktiv. Er folgte am 20. Jänner 2011 der ausgeschiedenen Abgeordneten zum Nationalrat Marianne Hagenhofer nach und ist seitdem Mitglied des Gemeinderates von Braunau. Des Weiteren ist er seit 2004 Mitglied des Landesbildungsausschusses der SPÖ Oberösterreich und seit 2011 Mitglied des Landesparteivorstandes der SPÖ Oberösterreich. Als weitere Funktionen hat er den Vorsitz der SPÖ im Bezirk Braunau am Inn inne, ist Delegierter zum Bundesforum und zum Landesforum Oberösterreich der Gewerkschaft der Privatangestellten, Vorstandsmitglied der SPÖ in der Stadt Braunau sowie Bezirksbildungsvorsitzender der SPÖ Braunau.
Buchmayr wurde 2011 als Mitglied in den Ausschuss für Menschenrechte und in den Wissenschaftsausschuss gewählt.
In der Legislaturperiode bis 2013 war er auch noch Ersatzmitglied im Ausschuss für Wirtschaft und Industrie sowie im Unterrichtsausschuss.

## Politische Stellungnahmen
Nachdem die Lebenshilfe 2011 aus dem Hitler-Geburtshaus auszog, hatte sich Harry Buchmayr 2013 für eine Nutzung durch die Volkshilfe und Volkshochschule ausgesprochen. Da die Hauseigentümerin auf Kaufangebote nicht einging und sich gegen den Einzug der Volkshochschule aussprach, zeigte sich Buchmayr verärgert und nahm sie in die Pflicht: „Soll sie doch auch einmal Vorschläge machen. Nur immer die Miete einzustreichen ist zu wenig und nicht fair“. Dem Vorschlag des Innsbrucker Politikwissenschaftlers Andreas Maislinger, ein Haus der Verantwortung zu installieren, stand er grundsätzlich sehr positiv gegenüber, nicht aber im Haus in der Salzburger Vorstadt Nummer 15.